# Rik De Saedeleer
Dominicus (Rik) De Saedeleer (Mechelen, 17 januari 1924 – Knokke, 3 maart 2013) was een Belgisch voetballer en sportverslaggever.

## Voetbalcarrière
Van 1939 tot 1954 speelde hij voor de eerste ploeg van Racing Mechelen. Ook zijn vader en grootvader waren in de groen-witte club actief. Op 15-jarige leeftijd werd hij reeds geselecteerd voor de eerste ploeg. Hij droomde toen van zijn allereerste optreden in de stadsderby, maar het uitbreken van de Tweede Wereldoorlog strooide roet in het eten. De beste prestatie die Mechelen in die jaren haalde was een tweede plaats in de Belgische competitie in 1952. Hij speelde in de zomer van 1942 een aantal vriendschappelijke wedstrijden voor FC Tremelo en in de zomer van 1943 een aantal voor Gooik FC.
Als voetballer was Rik De Saedeleer aanvallende binnenspeler. Hij was een uitstekend speler en Racing Mechelen een topclub, maar in tegenstelling tot enkele ploeggenoten, schopte hij het nooit tot een officiële interland van de Rode Duivels. Op 1 maart 1949 stond hij wel opgesteld in een oefenwedstrijd van België tegen de London Combination, een elftal van Londense profs. In een wedstrijd tegen het Nederlands voetbalelftal anderhalve week later maakte hij echter geen deel meer uit van het elftal van de Rode Duivels.
De Saedeleer werd in 2004 unaniem verkozen tot verdienstelijkste speler van Racing Mechelen ooit. Hij speelde in de Eerste Klasse 122 wedstrijden en scoorde 55 doelpunten. In totaal met de tweede klasse speelde hij voor RC Mechelen 288 wedstrijden en scoorde 158 keer.

## Sportjournalist
Na zijn voetbalcarrière ging De Saedeleer de journalistiek in. Hij had een column in Het Laatste Nieuws en wilde eigenlijk trainer worden. In 1957 werd hij door oud-teamgenoot Remy Van de Kerckhove benaderd om hem te vervangen als voetbalverslaggever bij het NIR, de latere VRT. Alhoewel hij formeel in dienst was als regisseur is hij het bekendst geworden door veertig jaar lang vele voetbalwedstrijden voor de televisie te verslaan.
Rik De Saedeleer werd een van de bekendste medewerkers die de Vlaamse televisie ooit gehad heeft. Als oud-speler kenmerkten zijn verslagen zich door een grote kennis van zaken, maar ook door een groot inlevingsvermogen. Regelmatig gaf hij vanaf de commentaarpositie aanwijzingen aan de spelers, soms nog met succes ook. Zo riep hij tijdens het verslag van een Europa Cup-wedstrijd van Anderlecht eens: "Jef, doe eens iets" waarop Jef Jurion de bal voor het eerst van zijn leven met links van grote afstand in het doel schoot...
Ook werd De Saedeleer bekend door de enthousiaste, humorvolle wijze van commentaar geven. Toen België in 1982 de wereldkampioen Argentinië versloeg en Erwin Vandenbergh het doelpunt maakte, riep hij in extase: Goooaaaaaaal! Goal! Goal! Goal!  Deze uitspraak is in België nog steeds alom bekend.  Een onbelangrijke wedstrijd als Bulgarije-Zuid-Korea tijdens het WK van 1986 werd door zijn verslag een belevenis. Omdat veel van de Koreaanse spelers Kim heetten gaf hij ze een nummer ("De bal gaat van Kim 1 naar Kim 4") en de wedstrijd speelde zich af in de stromende regen: "Mijn papieren zijn helemaal natgeregend... Ik hoop dat mijn bankbiljetten nog leesbaar zijn..."
Zijn bekendste commentaar leverde hij waarschijnlijk tijdens de WK kwalificatiewedstrijd, op 20 november 1985, van de Rode Duivels tegen Oranje in de Rotterdamse Kuip. België had 1-0 thuis gewonnen maar stond in de terugwedstrijd 2-0 achter waardoor de Hollandse supporters al zongen 'Wij gaan naar Mexico'. Vijf minuten voor tijd vond dan het moment plaats dat voor veel Belgische voetballiefhebbers nog steeds de mooiste herinnering is: 'Ze gaan lopen, ze gaan lopen! 't Is niet te geloven! Volledig in paniek... DAAR IS EM! DAAR IS EM! Ik weet zelfs niet wie het is, maar we zijn alweer op weg naar Mexico! Is't Georges Grün? Dat zou kunnen. Geor-ges Grün! Oh! 't Is om er geel van te worden! Het kon niet blijven duren, het kon niet blijven duren.. Ja Georges. Danke Georges.' Georges Grün was in de 46e minuut ingevallen om de boomlange debuterende spits John van Loen, de vrees voor België, uit de wedstrijd te houden. Andere van zijn vele bekend geworden uitspraken waren: "DAG MOOEEDER...!", "...moet er nog zand zijn?" en "..oei oei, dit wordt de ramp van Kontich !" (Een referentie aan de treinramp van Kontich in 1908.)
Toch was Rik De Saedeleer ook wel omstreden. Tijdens het WK van 1986 leverde hij wel erg veel kritiek op Enzo Scifo, en toen deze tegen de Sovjet-Unie gelijk maakte was het commentaar zeer onderkoeld, terwijl de volgende gelijkmaker door Jan Ceulemans werd bejubeld als hadden de Rode Duivels de Wereldbeker gewonnen.
Na het WK van 1998 ging De Saedeleer met pensioen.
In 2008 kreeg hij de Vlaamse Televisie Carrière Ster uitgereikt door de Vlaamse Televisie Academie. Ook in 2008 werd bekend dat Rik De Saedeleer zijn comeback zou maken op het scherm. Hij becommentarieerde wedstrijden voor het EK 2008 op VT4.
In het najaar van 2011 kwam het boek  "Rik De Saedeleer. De stem van ons voetbal" uit, geschreven door Carl Huybrechts over de memoires van de sportverslaggever.

## Overlijden
Rik De Saedeleer overleed na een langdurige ziekte op 3 maart 2013 in een ziekenhuis in Knokke. Hij werd in intieme familiekring begraven. Zijn overlijden werd op 5 maart 2013 bekendgemaakt door Carl Huybrechts.

## Publicaties
- "De Bal" (1989)
- Rik De Saedeleer, "Goooooal! Goal! Goal!" (1990), ISBN 9789050960632
- Carl Huybrechts (met medewerking van Rik De Saedeleer en Benno Wauters), "Rik De Saedeleer. De stem van ons voetbal" (2011), ISBN 9789089312501